# 2013年12月伏尔加格勒爆炸事件
2013年12月伏尔加格勒爆炸事件是指2013年12月29日和30日在俄罗斯南部聯邦管區伏尔加格勒州伏尔加格勒市发生的两起独立自杀式袭击事件。共造成包括肇事者在内的34人死亡。此前的10月21日该城市曾发生了公共汽车爆炸事件。

## 12月29日火车站爆炸
2013年12月29日在伏爾加格勒1號站发生自杀式爆炸袭击，共造成至少18人死亡，44人受伤，其中38人入院治疗。袭击发生在莫斯科时间12:45，一名自杀式袭击者在伏爾加格勒1號站靠近车站入口金属探测器处引爆了相当于10（22英磅）TNT炸药的炸弹背心，附近监控记录下了事发过程。
最初一些报道认为爆炸由一名女性自杀式袭击者所为。她们被称作黑寡妇，当局曾称袭击者为Oksana Aslanova。然而后来没有确定袭击者身份，有一些新闻机构称袭击者是一名男性。没有任何组织声称对这次袭击负责。
俄罗斯总统普京下令将重伤员空运到莫斯科治疗。

## 12月30日无轨电车爆炸
第二次袭击发生在12月30日上午约7:30的伏尔加格勒的捷尔任斯基区，目标是连接郊区和市中心的一辆15路无轨电车。从目击者拍摄的照片来看爆炸发生在无轨电车后面。有16人在爆炸中死亡，41人受伤，其中27人被送进医院。男性袭击者的遗体被找到并将进行基因检测。

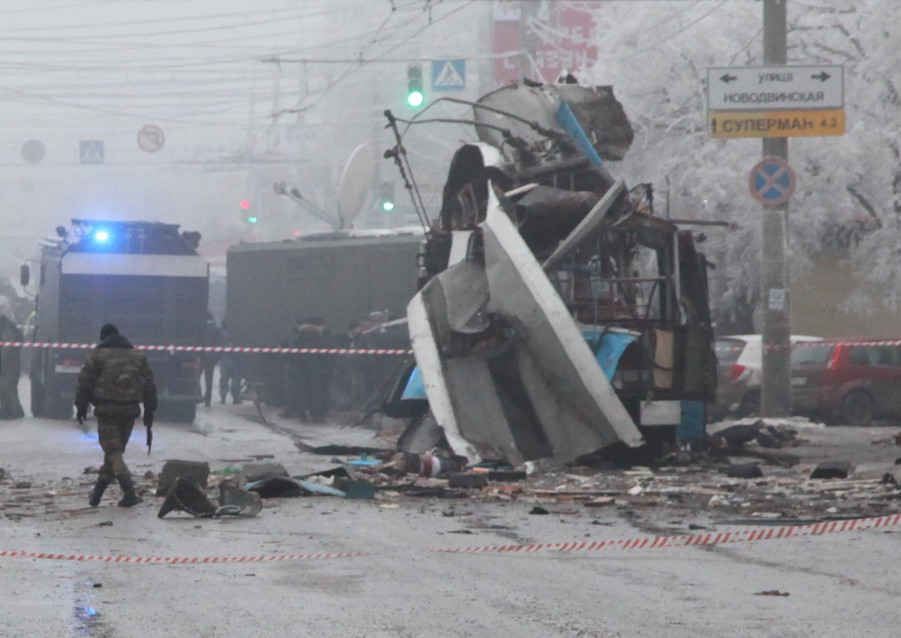
爆炸发生后一小时
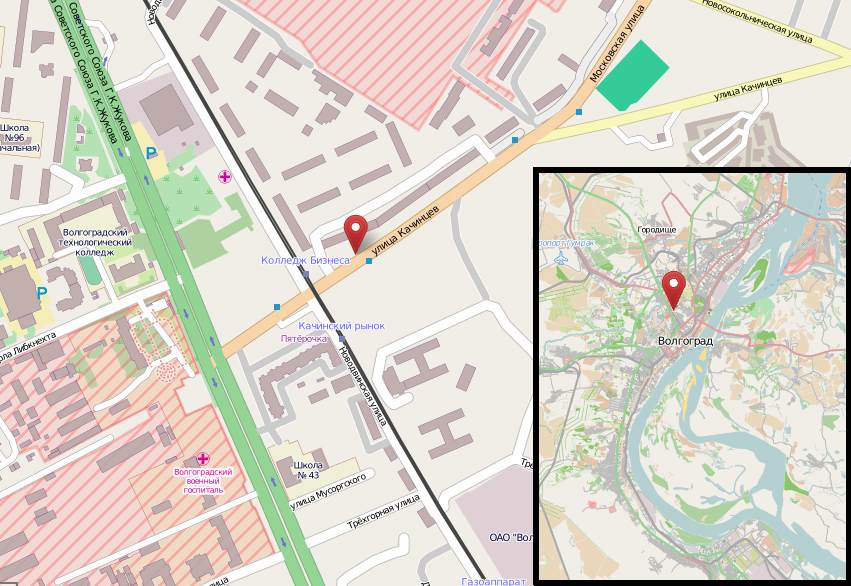
12月30日无轨电车爆炸地点
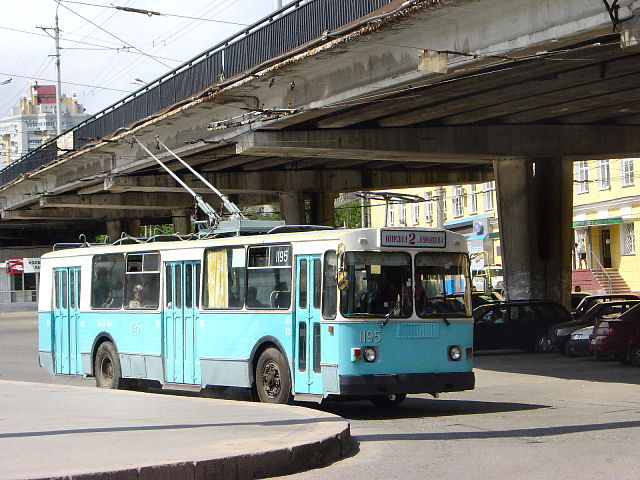
ZiU-9无轨电车

## 各方反应

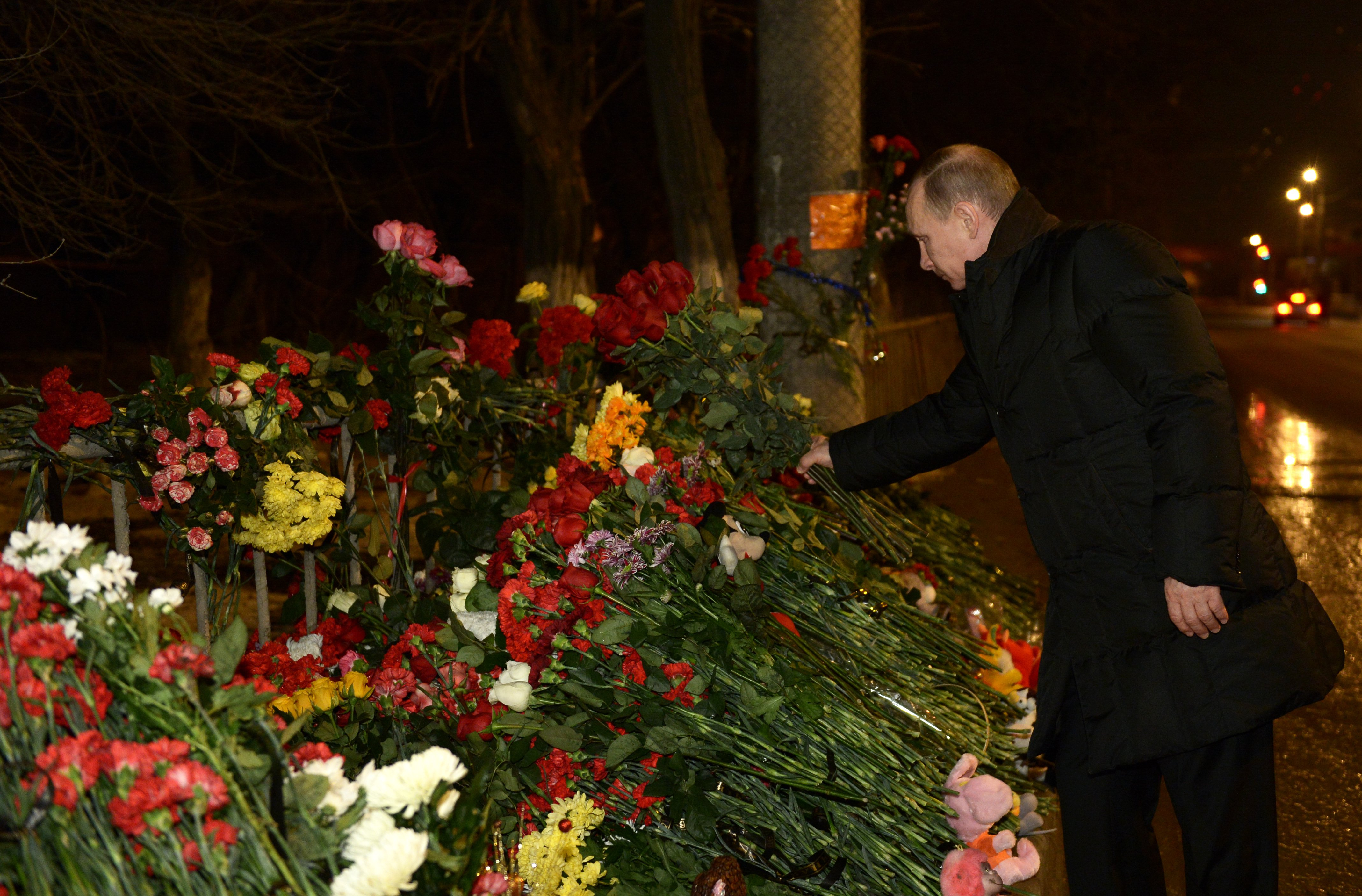
2014年1月1日普京在伏尔加格勒

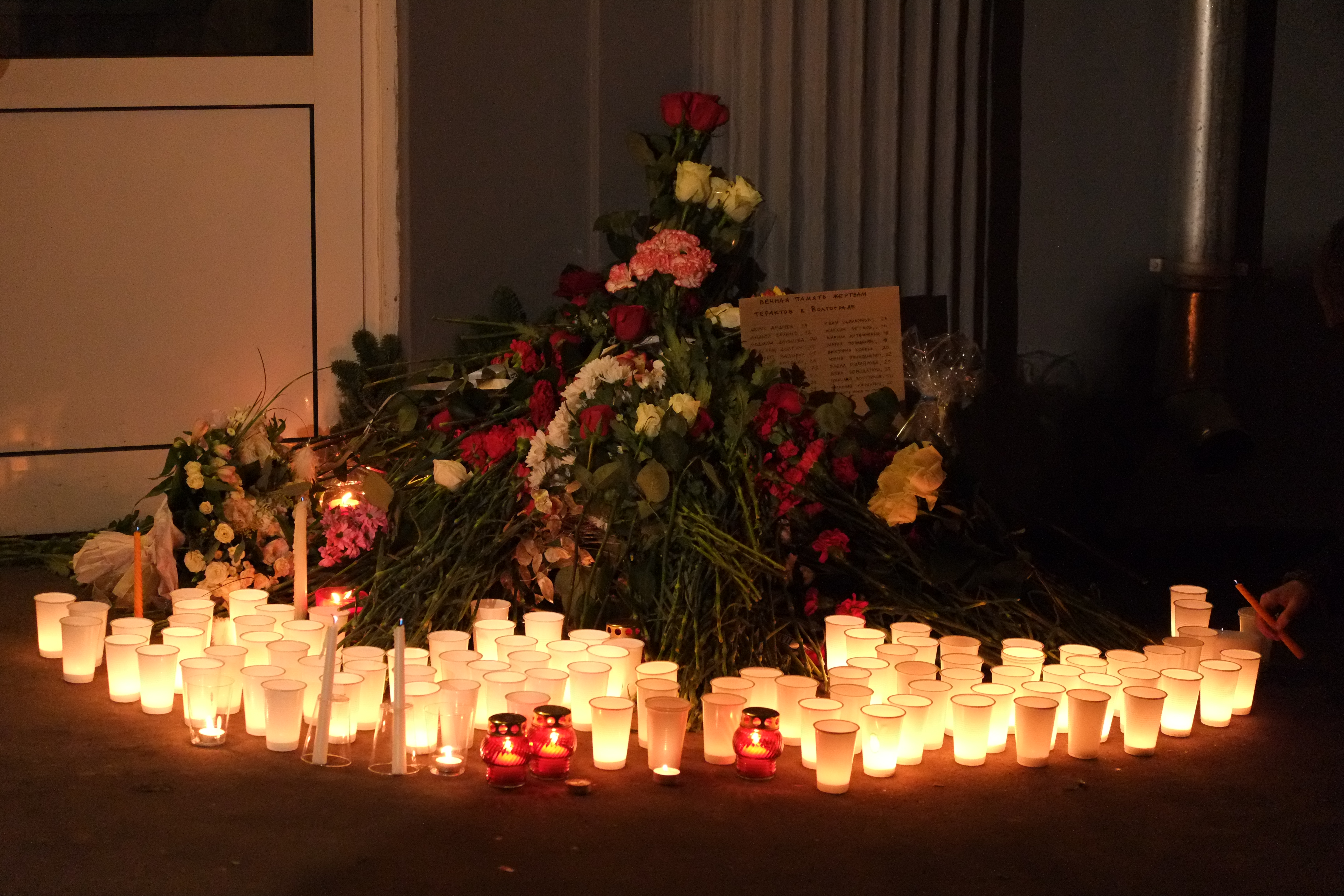
悼念活动

### 俄罗斯
该地区州长宣布为遇难者哀悼五天。俄罗斯内务部下令全国一般的交通设施加强保安。俄羅斯國家安全會議秘书尼古拉·帕特鲁舍夫称国家反恐特别会议委员会讨论了可能的恐怖行为和应对的对策。 志愿者和哥薩克被动员，以提供额外的保护。
人们放置了鲜花和点燃的蜡烛，以表达他们对受害者的声援。
俄罗斯调查委员会表示，在这两个爆炸中所使用的炸药是相同的，因此，两次袭击是联系在一起的。
2014年1月1日普京前往伏尔加格勒并发表了一个新年讲话。抵达伏尔加格勒后不久，普京会见了地方和联邦官员讨论如何维护这里和全国各地的公共安全，并说“在伏尔加格勒的犯罪不需要额外的评论。不管罪犯有什么动机，也没有理由杀害平民，特别是妇女和儿童。”他发誓说他的国家将继续战斗，直到恐怖分子全部被消灭。而俄罗斯军队将“尽自己最大的努力在行动中保护妇女和儿童”。会议结束后，他向无轨电车爆炸的地点献了鲜花，并探望了城市医院里的受害者。

### 国际
- 北约秘书长安诺斯·福格·拉斯穆森谴责袭击是野蛮的，并说，“北约和俄罗斯站在一起共同进行反对恐怖主义的斗争，包括通过技术合作，防止对公共交通系统的攻击。”[23]

- 國際奧委會表示对受害者的同情，但强调说，他们相信俄罗斯对奥运会的安全安排已经足够。[17]

- 智利政府发表声明强烈谴责此次恐怖袭击事件，并补充说：“智利政府和人民对俄罗斯联邦政府和人民及遇难者家属致以最深切的慰问。”[24]

- 以色列总统对俄罗斯受袭击表示同情。而总理表示：“我毫不怀疑，伏尔加格勒市民将继续表现出韧性，决心和勇气，他们的城市是有名的。我们和俄罗斯人民在此艰难时期站在一起。”[25]

- 哥伦比亚政府通过其外交部谴责在伏尔加格勒的连续袭击，并表示慰问遇难者家属。哥伦比亚还表示，“所有国家应优先打击恐怖主义”，以及“相互合作是阻止恐怖主义最有效的方法。”[26]

- 美国也谴责了爆炸事件，并说：“美国随时声援俄罗斯人民反对恐怖主义。”[27]

- 中华人民共和国国家主席习近平、国务院总理李克强就恐怖袭击造成重大人员伤亡分别向俄罗斯总统普京、总理梅德韦杰夫致电慰问[28]。